# Јан Бранислав Мичатек
Јан Бранислав Мичатек (svk. Ján Branislav Mičátek; Мале Станковце (данас Тренчјанске Станковце), 19. новембар 1837 — Кисач, 24. јануар 1905) био је словачки учитељ, песник, национални радник, члан и један од оснивача Матице словачке.

## Младост и образовање
Рођен у породици евангеличког учитеља Петра и Терезе (рођ. Лехотски). Основно образовање стекао је код оца у родном месту. Касније се породица преселила у Тренчин, где је отац 1848. године добио посао. Школске 1850/51. године похађао је приватну школу свештеника Карола Черна, а годину дана касније евангеличку гимназију у Модри. Потом је школске 1852/53. године поново похађао приватну школу у Тренчину, коју је држао свештеник Лацко. Када је након годину дана Лацко добио службу као капелан у месту Костолне Мичатек је заједно са њим напустио Тренчин. У периоду 1854–1857 похађао је студије реторике, поезије и филозофије у Модри, под менторством Јана Калинчјака, творца словачке романтичарске прозе. Учитељски испит положио је у Тренчину код декана Даниела Колењија, свештеника у Бецкову. Упркос противљењу оца 1857. године одлази у јужну Угарску, у село Лалић, где се запослио као помоћник учитеља Јозефа Годре.

## Национално-просветна делатност у Војводини
У Лалићу је стекао значајно искуство у национално-просветитељском раду. Годра је у Мичатеку добио агилног и вредног помоћника не само у школи, већ и приликом организовања различитих активности, нпр. организовао је акцију сакупљања добровољних прилога за Матицу словачку. Осим тога лично је присуствовао тзв. Меморандумској скупштини Матице словачке у Турчјанском Светом Мартину 6–7. јуна 1861. године. У Лалићу остаје све до 1862. године, када прелази у Кисач, где је добио место редовног самосталног учитеља.
Са доласком Мичатека у Кисач долази до националног освешћивања Словака у месту. Блиско је сарађивао са свештеником и народним радником Јурајом Јесенским, а од 1862. године организовали су сакупљање добровољних прилога за Матицу словачку. Био је организатор аматерског позоришта у Кисачу и оснивач Словачког читалачког друштва (1862) и библиотеке. Тиме је просветни рад у оквирима народног препорода добио конкретну форму. Сам је наглашавао да је национални дух код Кисачана био занемарен, и да је владала велика бахатост у понашању. Зграда цркве била је пред урушавањем, у јединој школи било је 258 ученика, а црквена каса празна. Након смрти Јураја Јесенског у Кисачу је службовао свештеник Фридрих Штелцер. Због буђења словачке националне свести Мичатек је имао бројне сукобе са Штелцером, чије решавање се често завршавало на судовима.
Јан Мичатек је лично учествовао на многим манифестацијама народног и словачког карактера које су биле организоване у јужној Угарској у другој половини 19. века. На забави која је организована 25. новембра 1866. у Бачком Петровцу у кафани Карола Славке поводом прославе триста година од смрти Николе Шубића Зринског одржао је пригодни говор и након тога је рецитовао Сладковичеву песму Nehaňte ľud môj! (Не понижавајте мој народ). Због тога је био гоњен и саслушаван у периоду 25–28. марта 1867. заједно са директором позоришта у Петровцу Виктором Рохоњом, који је на споменутој забави рецитовао Халупкову песму Mor ho! (Мори га!).
Када је 1894. године започела оштра мађаризација Мичатек је присилно пензионисан због „недовољне родољубиве оданости према законитој власти“.

## Публицистичка делатност
Јан Мичатек је објавио свој први публицистички рад у новинама Pešťbudínske vedomosti 1863. године, из чега произилази да је његова јавна делатност почела тек након доласка у војвођанску средину. Касније је био дописник неколико часописа и новина: Konfessionálna škola, Národnie noviny, Národný hlásnik, Obzor, Škola domáca, педагошког двонедељника Slovenský Národný učiteľ у Тренчину, а објављивао је и у годишњој периодици Slovenský kalendár. У Орлу је објавио 1871. године путописне фрагменте, у којима је описао своју посету Војној граници и Београду. Писао је под псеудонимима: Báťa Jano, Branislav z Kysáča, Janko Branislav.
Своје радове је објављивао и у српским листовима Јавор и Невен. Једна од његових малобројних објављених песама је и пригодна песма посвећена Јовану Јовановићу Змају, први пут објављена у листу Јавор 1874. године у броју 3. Касније је била објављена у часопису Náš život (1933, година I, бр. 3 – 4, стр. 117 – 118). Мичатеку је Матица словачка поверила дужност да овом песмом поздрави Змаја приликом обележавања јубилеја – двадесет пет година песничког стваралаштва. Међутим, овлашћење Матице је примио са закашњењем, па није лично присуствовао прослави.
Након периода словачког националног препорода, првенствено за време матичног периода, Јан Мичатек је забележио 42 претежно ауторске валедикције (погребне песме) писане на библијском чешком језику и оновременом словачком језику под називом Morena / Čili odobierky pri príležitostách pohrebních / V cirkvách ev. dla A. vyz. v úžitku / V národe Slovenskom. / Z vätša póvodne spísal a skladal Ján Mičátek slovenský národní učitel na Kisáči / V Srbskej Vojvodine Roku Pána 1862. Ова збирка је имала значајан допринос подизању словачке националне свести у војвођанској средини. У том контексту је – пре свега у погребним песмама посвећеним конкретним особама – забележен однос према родном крају, прошлости народа, словачко-словенски патриотизам, као и историјске околности које су биле у тесној вези са особама и ситуацијама. Иако су погребне песме биле намењене уском кругу реципијената и нису имале шири друштвени домет, можемо их сматрати значајним књижевним наслеђем војвођанских Словака евангелика у другој половини 19 века.

## Матица словачка
Године 1863. учествовао је у оснивању Матице словачке у Мартину, чији је био члан и повереник за Бачку и уопште за јужну Угарску. У име Словака из јужне Угарске послао је познато "писмо захвалности" бискупу Штефану Мојзесу, тј. Матици словачкој.

## Политички ангажман
Учествовао је у изборним кампањама заједничких словачко-српских кандидата за посланике у Угарском сабору: Милоша Димитријевића (1865), Вилијама Паулини-Тота (1869), Михала Мудроња (1875) и Милоша Штефановича (1896).

## Породица
Јан Бранислав Мичатек и Алжбета/Елизабета Маршал (1840 – 1878) су се венчали 26. новембра 1863. у Петровцу и имали су деветоро деце: Јана Светоплука (1864 – 1919), Терезу (1866 – 1929), Олгу (1867 – 1883), Карола Имриха (1869 – 1871), Владимира (1871 – 1922), Алжбету/Ержику (1872 – 1951), Људевита Милослава (1874 – 1928), Карола (1876 – 1877) и Људмилу (1878 – 1937).
Убеђења и делатност Јана Мичатека су у значајној мери утицали на схватања и активност његове деце која су савршено испуњавала његово завештање. Владимир и Ержика су наставили са интензивним културно-просветним радом у Кисачу, Људевит (најмаркантнија личност војвођанских Словака почетком 20. века) са супругом Штефанијом међу Словацима у Новом Саду, док је Јан Светоплук био свештеник међу америчким Словацима.

## Смрт
Јан Мичатек је преминуо 24. јануара 1905. у Кисачу. Само дан пре тога на изборима за Угарски сабор у изборној јединици у Кулпину изабран је заједнички кандидат Срба и Словака Милан Хоџа. Велики допринос овом политичком успеху дао је и Мичатек. Сахрани је присуствовао Хоџа и многи истакнути представници Словака и Срба.

## Значај
Јозеф Маљијак сматра Јана Мичатека једним од заслужних народних радника, који су својом ревносном активношћу допринели масовном изразу црквено-народне свести словачког народа у Бачкој. Наглашава да је „својом публицистичком активношћу био добродошла подршка књижевним установама и словачким новинама".Јан Чајак сврстава Мичатека међу „родуверне“ вође, знамените учитеље и „несаломиве“ Словаке заједно са петровачким учитељем Каролом Лехотским и Фердинандом Рохоњом, учитељем из Гложана.
Захваљујући свом неуморном националном и културно-просветном раду Јан Мичатек је био једна од централних личности културног и просветног живота Кисачана и војвођанских Словака у другој половини 19. века.